# Federico Di Francesco
Federico Di Francesco (Pisa, Italia, 14 de junio de 1994), es un futbolista italiano que juega como delantero y milita en el Palermo F. C. de la Serie B de Italia.

## Trayectoria

### Pescara
Di Francesco inició su carrera en las categorías juveniles de Pescara. En la temporada 2012-13, fue capitán del equipo Primavera y fue convocado por el técnico Cristian Bucchi para el primer equipo.
El 30 de marzo de 2013, Di Francesco hizo su debut profesional, jugando los últimos 3 minutos en la derrota por 0-3 ante el Parma.

### Parma
En agosto, Di Francesco se unió al Parma en un acuerdo de copropiedad por 500 €, y posteriormente fue cedido a Gubbio. Parma subvencionado por Gubbio en 100.000 €.
En enero de 2014 regresó a Pescara, pero a préstamo. En junio de 2014, Parma lo contrató directamente por una tarifa desconocida.
El 8 de agosto de 2014, fue cedido al U.S. Cremonese.
El 25 de junio de 2015, Di Francesco quedó como agente libre tras la quiebra del Parma.

### Virtus Lanciano
Firmó por Virtus Lanciano en un contrato de tres años el 8 de julio de 2015.

### Bologna
El 23 de junio de 2016, Bologna fichó a Di Francesco procedente de Virtus Lanciano por 1,5 millones de euros.

### Sassuolo
El 4 de julio de 2018, Di Francesco firmó contrato con el club italiano Sassuolo.

### SPAL
El 26 de julio de 2019, Di Francesco se incorporó al SPAL cedido con obligación de compra.

## Selección nacional
El 2 de septiembre de 2016, Di Francesco hizo su debut con la Sub-21 de Italia como suplente en el empate 1-1 en casa contra Serbia sub-21 en el partido de la Clasificación para la Eurocopa Sub-21 de 2017. El 6 de septiembre, anotó un doblete en la victoria por 3-0 sobre Andorra en el clasificatorio europeo de su país.

## Estilo de juego
Di Francesco es diestro pequeño, rápido y ágil, con ojo para el gol; Suele jugar como lateral derecho, pero también puede jugar por la izquierda. También se ha desplegado como delantero, o como segundo delantero.

## Estadísticas
| Club               | División      | Temporada     | Liga  | Liga  | Copa  | Copa  | Europa | Europa | Otros | Otros | Total | Total |
| Club               | División      | Temporada     | Part. | Goles | Part. | Goles | Part.  | Goles  | Part. | Goles | Part. | Goles |
| ------------------ | ------------- | ------------- | ----- | ----- | ----- | ----- | ------ | ------ | ----- | ----- | ----- | ----- |
| Pescara            | Serie A       | 2012–13       | 7     | 0     | 0     | 0     | –      | –      | –     | –     | 7     | 0     |
| Pescara            | Serie B       | 2013–14       | 0     | 0     | 1     | 0     | –      | –      | –     | –     | 1     | 0     |
| Parma              | Serie A       | 2013–14       | 0     | 0     | 0     | 0     | –      | –      | –     | –     | 0     | 0     |
| Gubbio (cesión)    | Serie C       | 2013–14       | 11    | 0     | 0     | 0     | –      | –      | –     | –     | 11    | 0     |
| Pescara (cesión)   | Serie B       | 2013–14       | 1     | 0     | 0     | 0     | –      | –      | –     | –     | 1     | 0     |
| Cremonese (cesión) | Serie C       | 2014–15       | 27    | 5     | 2     | 0     | –      | –      | –     | –     | 29    | 5     |
| Virtus Lanciano    | Serie B       | 2015–16       | 36    | 8     | 1     | 0     | –      | –      | 1     | 0     | 38    | 8     |
| Bologna            | Serie A       | 2016–17       | 24    | 4     | 3     | 1     | –      | –      | –     | –     | 27    | 5     |
| Bologna            | Serie A       | 2017–18       | 24    | 1     | 1     | 0     | –      | –      | –     | –     | 25    | 1     |
| Bologna            | Total         | Total         | 48    | 5     | 4     | 1     | –      | –      | –     | –     | 52    | 6     |
| Sassuolo           | Serie A       | 2018–19       | 19    | 2     | 1     | 0     | –      | –      | –     | –     | 20    | 2     |
| SPAL (cesión)      | Serie A       | 2019–20       | 20    | 2     | 1     | 1     | –      | –      | –     | –     | 21    | 3     |
| Total carrera      | Total carrera | Total carrera | 169   | 22    | 10    | 2     | –      | –      | 1     | 0     | 180   | 24    |

## Vida personal
Federico Di Francesco es hijo del exjugador profesional y entrenador Eusebio Di Francesco.